# M4 Sherman
 Denne artikel bør gennemlæses af en person med fagkendskab for at sikre den faglige korrekthed.

M4 Sherman er en amerikansk middeltung kampvogn produceret 1942-1945 i over 50.000 eksemplarer. Briterne navngav amerikanskbyggede tanks efter amerikanske generaler og nordstatsgeneralen William Tecumseh Sherman fik æren. Den blev anvendt af det danske forsvar 1952-1955.
USA havde brugt franske kampvogne under 1. verdenskrig og skulle starte forfra i 2. verdenskrig. Bilfabrikken Ford vandt en konkurrence om en amerikansk kampvogn. Shermankampvognen var bygget ud fra krigserfaring og havde mange vigtige detaljer som f.eks. Store luger der var nemme at komme ud af, kanonen kunne styres af kommandøren så han kunne guide skytten hen til målet, et kanonsigte med bredt synsfeldt og godt zoom så skytten nemt kunne finde og ramme et mål og den var bygget simpelt så den var nem og hurtig at reparere. Shermankampvognen blev forbedret igennem hele anden verdenskrig ud fra erfaringer fra felten.
De vestallierede havde mødt Tigertanks i Nordafrika. Felttoget i Italien havde været for bjergrigt til større panserslag, men efter D-dagen i 1944 mødte de vestallierede kun 90 Tigerkampvogne i Nordfrankrig. Tigeren blev berømt da den var et meget intimiderende syn på slagmarken med sit tykke frontpanser og store kanon. Tigerkampvognene og Pantherkampvognene var dog ikke nær så brugbare og kampdygtige som Shermankampvognene, da de nemt brød sammen og ofte ikke kunne køre længere end 150 kilometer før de skulle repareres. Amarikanerne opdagede også, at fem grenater oftest var nok til at ødelægge en tung tysk kampvogn, på grund af lav stålkvalitet. Sherman kampvognen var meget populær blandt de allierede tropper da den var nem at reparere, havde en kraftig kanon der kunne skyde igennem næsten alt de mødte, den var nem at komme ud af og på grund af vinklet panser, var dens frontpanser næsten ligeså effektivt som Tigerkampvognens frontpanser.
Den blev masseproduceret af de allierede under 2. verdenskrig i tusindvis på grund af dens effektivitet, og fordi den var nem at producere.
Briterne forbedrede Shermantanken med Ordnance QF (Quick Firing) "17 pounder"-kanonen på 76 mm. Kanonen kunne gennembryde tykkere panser end standard 75 mm M3 L/40-kanonen. Disse kampvogne benævnes ofte Sherman Firefly, og pga den større kanon havde den mindre plads i tårnet end i de amerikanske.
De israelske pansertropper fik ombygget en del veterantanks fra 2. verdenskrig til Super Shermans, med 105 mm kanoner, lasersigte, NBC-beskyttelse og dieselmotorer. De blev brugt i seksdageskrigen (1967) og Yom Kippur (1973).